# اورچاتا

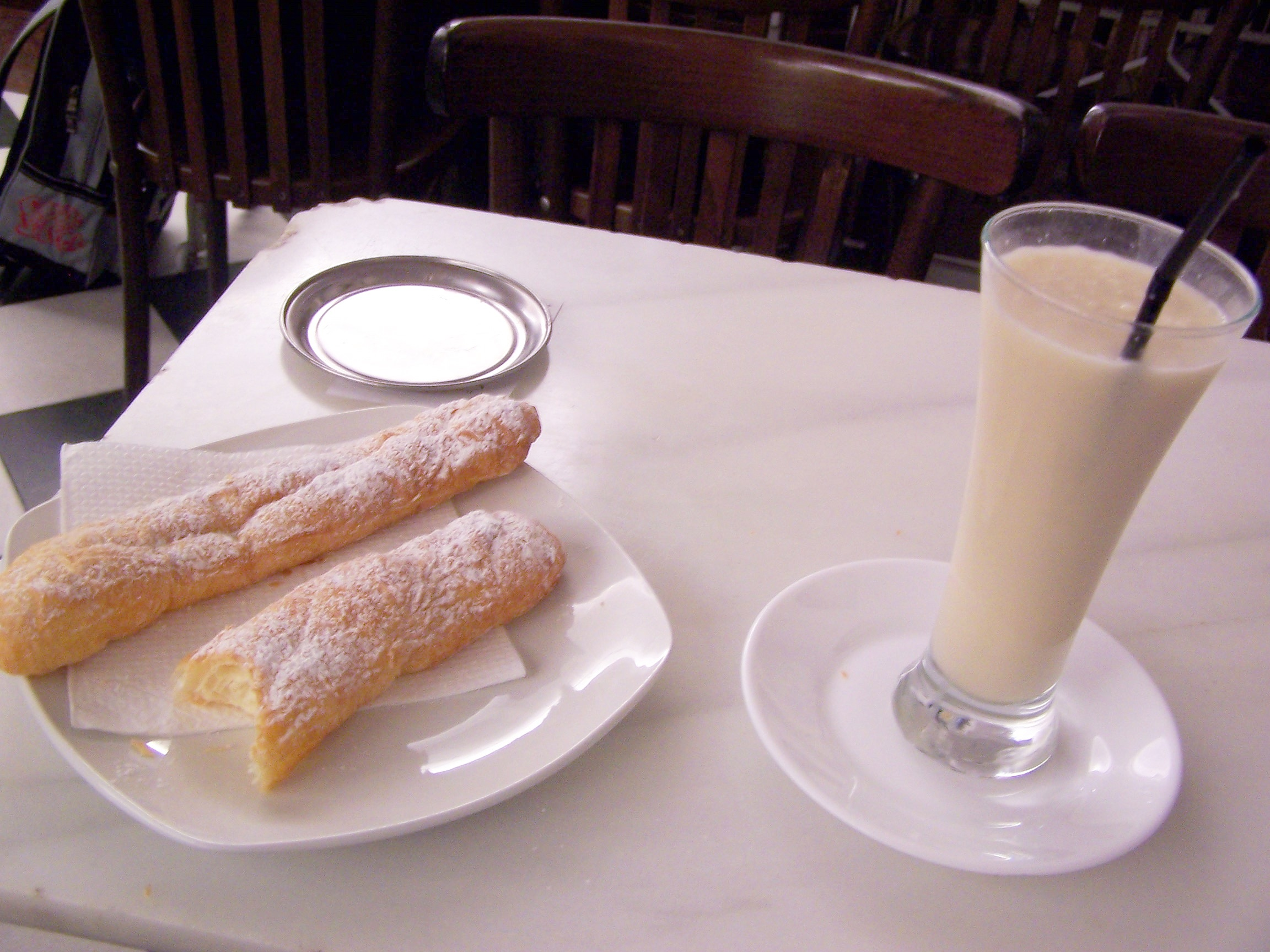
یک لیوان اورچاتا د چوفا با مقداری farton در والنسیا

اورچاتا (اسپانیایی: Horchata‎؛ ‏ ‎/ɔːrˈtʃɑːtə/‎؛ ‏ اسپانیایی: [oɾˈtʃata] ) که در زبان کاتان به آن اورشاتا (کاتالونیایی: orxata) هم می‌گویند، نامی است که به مجموعه‌ای از نوشیدنی‌ها اطلاق می‌شود که معمولاً پایهٔ گیاهی دارند، هرچند گاهی شامل شیر نیز می‌شوند. در اسپانیا، اورچاتا از دانه‌های اویارسلام زرد که خیسانده، آسیاب و شیرین شده‌اند تهیه می‌شود. در برخی مناطق قارهٔ آمریکا، اورچاتا به عنوان نوعی آگوا فرسکا شناخته می‌شود و پایهٔ آن ممکن است از گیاهان و دانه‌هایی چون خیکارو (مورو)، برنج، تخم خربزه، دانه کنجد و ادویه‌های گوناگون تشکیل شده باشد.

## ریشه‌شناسی
نام «اورچاتا» احتمالاً از واژه‌ای لاتین برای جو، یعنی hordeata برگرفته شده‌است که خود از ریشهٔ hordeum (به معنی جو) می‌آید و با سنت نوشیدنی‌های غلات در منطقه مدیترانه مرتبط است. واژگان مشابه در زبان‌های ایتالیایی و مالتی (orzata) و نیز فرانسوی و انگلیسی (orgeat) نیز ریشه‌ای یکسان دارند، گرچه این نوشیدنی‌ها امروزه معمولاً دیگر از جو تهیه نمی‌شوند و مسیر متفاوتی پیموده‌اند.

## تاریخچه و ترکیب
نوشیدنی‌ای که از اویارسلام زرد تهیه می‌شد، توسط مسلمانان عرب که شبه‌جزیره ایبری را در دوران قرون وسطی در اختیار داشتند، به اسپانیا آورده شد. پس از آن، این نوشیدنی در سراسر اسپانیا و پرتغال (هیسپانیا) گسترش یافت. اسناد تاریخی از قرن سیزدهم نشان می‌دهد که نوشیدنی‌ای مشابه اورچاتا در نزدیکی والنسیا تهیه می‌شده است، جایی که هنوز هم این نوشیدنی رواج دارد.
با انتقال این مفهوم از اسپانیا به جهان جدید (آمریکا)، نوشیدنی‌هایی با نام «آگوا د اورچاتا» یا «اورچاتا» با ترکیباتی متفاوت همچون برنج سفید و دارچین تهیه شدند (به جای اویارسلام زرد). گاه در این نوشیدنی‌ها وانیل افزوده می‌شد یا با میوه تزئین و سرو می‌گردید. به‌طور مشابه، نوشیدنی‌های گیاهی طعم‌دار در نقاط مختلف جهان با نام‌هایی چون اورچاتا یا کونو (kunnu) عرضه می‌شوند.

## اورچاتا به‌عنوان طعم

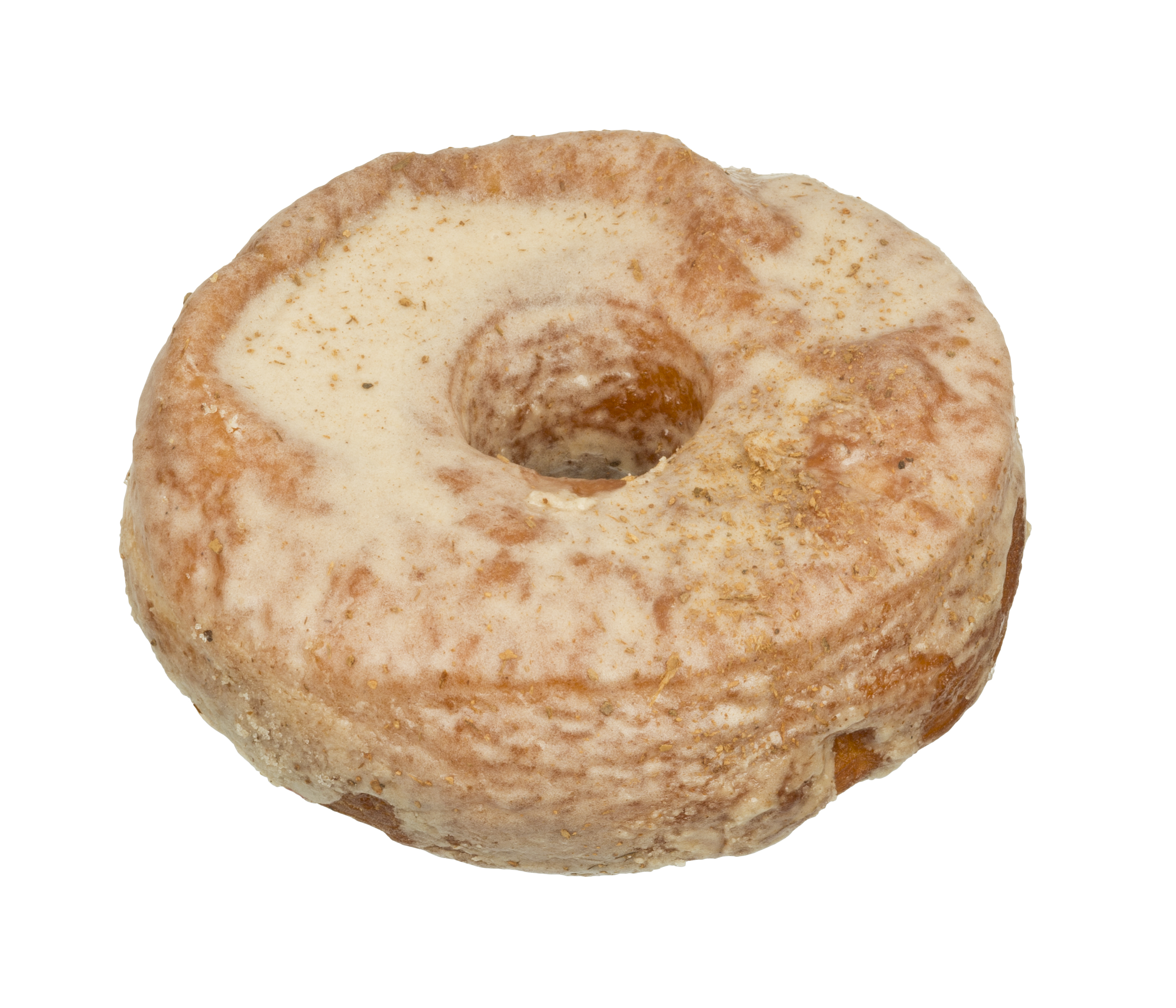
یک دونات با طعم اوچارتو

اورچاتا به‌عنوان یک طعم، در بستنی، کلوچه و سایر شیرینی‌ها به کار می‌رود و حتی در محصولاتی مانند رام‌چاتا نیز دیده می‌شود؛ نوشیدنی الکلی‌ای که ادای دینی به اورچاتا است. برخی کافی‌شاپ‌ها، فروشگاه‌های اسموتی و حتی مک‌دونالد در ایالات متحده، در حال آزمایش و عرضهٔ فراپه‌هایی با طعم اورچاتا هستند.

## یادداشت
1. ↑  نوعی گیاه پیازدار که در فارسی به آن سُعد سلطانی نیز گفته می‌شود.